# Sydney Lemmon
Sydney Noël Lemmon (Los Ángeles, California, 10 de agosto de 1990) es una actriz y cantante estadounidense. Lemmon se graduó de la Escuela de Drama David Geffen de la Universidad de Yale. Es conocida por su trabajo en la serie Succession de HBO y por interpretar al personaje de Ana Helstrom en la serie Helstrom, de Hulu.
Obtuvo una nominación a los Premios Saturn por su papel de Isabelle en la quinta temporada de la serie Fear the Walking Dead.

## Primeros años
Sydney Lemmon nació en Los Ángeles y creció en Glastonbury, Connecticut. Recibió su Máster en Bellas Artes en la Escuela de Drama David Geffen de la Universidad de Yale en 2017, donde recibió la Beca Julie Harris. Lemmon también estudió en la Academia de Artes Dramáticas de Londres y en la Universidad de Boston.

## Carrera
El año 2014 debutó en televisión con un papel secundario en el telefilme Irreversible y en la película BadPuss: A Popumentary de Emily Wiest. Luego obtuvo nuevos roles menores en series más importantes, como The Good Fight y Law & Order: Special Victims Unit.
Posteriormente debutó en teatro en Broadway junto a Uma Thurman en The Parisian Woman en el 2018, trabajó en la cinta Velvet Buzzsaw de Dan Gilroy y participó en las series de televisión Succession y Fear the Walking Dead, recibiendo por esta última una nominación a los Premios Saturn como mejor artista invitada en una serie de televisión.
El año 2020 obtuvo su primer papel protagónico, al protagonizar la serie, basada en los personajes de Marvel Comics, Helstrom, donde interpretó a Ana Helstrom.

## Vida personal
Es nieta del actor del Hollywood Clásico Jack Lemmon. Además de actriz, Lemmon es cantante y guitarrista y escribe música con su hermano, el también actor Jon Lemmon.

## Filmografía

### Cine
| Año  | Título                 | Rol                     | Director(a)  |
| ---- | ---------------------- | ----------------------- | ------------ |
| 2014 | BadPuss: A Popumentary | Ro                      | Emily Wiest  |
| 2018 | Plain Fiction          | San                     | Cyrus Duff   |
| 2019 | Velvet Buzzsaw         | Asistente de Jon Dondon | Dan Gilroy   |
| 2022 | Firestarter            | Victoria "Vicky" McGee  | Keith Thomas |
| 2022 | TÁR                    | Whitney Reese           | Todd Field   |
| 2023 | The Mothership         | Johanna                 | Matt Charman |

### Televisión
| Año       | Título                            | Rol                      | Notas                          |
| --------- | --------------------------------- | ------------------------ | ------------------------------ |
| 2014      | Irreversible                      | Mesera                   | Telefilme                      |
| 2015      | Roof Access                       | Bella                    | Episodio: "Financial District" |
| 2018      | Law & Order: Special Victims Unit | Susie                    | Episodio: "Hell's Kitchen"     |
| 2019      | Succession                        | Jennifer                 | Episodio: "Dundee"             |
| 2019-2021 | Fear the Walking Dead             | Isabelle                 | 5 episodios                    |
| 2020      | Acting for a Cause                | Bertha / Charlotte Lucas | 2 episodios                    |
| 2020      | Helstrom                          | Ana Helstrom             | 10 episodios; rol principal    |
| 2022      | The Good Fight                    | Lila Royce               | 1 episodio                     |

## Premios y nominaciones
| Año  | Premio         | Categoría                                         | Trabajo               | Resultado | Ref(s) |
| ---- | -------------- | ------------------------------------------------- | --------------------- | --------- | ------ |
| 2019 | Premios Saturn | Mejor artista invitada en una serie de televisión | Fear the Walking Dead | Nominado  | [ 3 ]  |